# Life in a Looking Glass
Life in a Looking Glass ist ein von Henry Mancini für den Film That’s Life! So ist das Leben (1986) komponierter Filmsong mit Versen von Leslie Bricusse. Das von Tony Bennett gesungene Lied wurde 1987 für den Oscar für den besten Filmsong nominiert.
Das eine Minute und dreiundvierzig Sekunden lange Lied hat ein Tempo von 78 Beats per minute.
Das Lied wurde sowohl für den besten Filmsong bei den Oscars, als auch für die Goldene Himbeere für den schlechtesten Filmsong nominiert. Ein Schicksal, welches das Lied mit I Don’t Want to Miss a Thing aus Armageddon – Das jüngste Gericht (1998) und How Do I Live aus Con Air (1997) teilt.

## Ehrungen
- Oscars: Nominierung 1987 für den besten Filmsong[2]
- Golden Globe Awards: Nominierung 1987 für besten Filmsong[3]
- Goldene Himbeere: Nominierung 1987 als schlechtester Song[4]